# Futbalový štadión na Levickej ulici
Futbalový štadión na Levickej ulici – stadion piłkarski w mieście Vráble, na Słowacji. Obiekt może pomieścić 1500 widzów. Swoje spotkania rozgrywają na nim piłkarze rezerw klubu FC ViOn Zlaté Moravce. Do 2016 roku gospodarzem obiektu był Spartak Vráble.